# Rifugio Loka
Il Rifugio Loka (in sloveno: Koča na Loki pod Raduho) è un rifugio situato nel comune di Kamnik in Slovenia, a 1.534 m s.l.m., situato ai piedi dell'altopiano Loka.

## Percorsi
- 1h: da Vodol
- 3h: da Luče
- 1¼h: verso la fattoria Radušnik
- 3¼h: verso Bistra

## Cime nelle vicinanze
- 1¾h : Raduha